# История на ФК Интер
Футболен клуб „Интернационале Милано“, познат като „Интернационале“ и „Интер“, е основан в навечерието на 9 март 1908 г. като ФК „Интернационале“ (едва през 1967 г. към официалното име е добавено „Милано“, когато става АД) в миланския ресторант „Часовникът“ (L'Orologio), разположен на Пиаца Дуомо, от 43 дисиденти на АК „Милан“, водени от Джорджо Муджани.
Причина за тяхното недоволство и напускане става забраната, която е наложена, в отбора да не се допускат в игра чуждестранни футболисти, въпреки че те са гръбнака при формирането на самия тим. Наименованието „Интернационале“ идва от желанието и основната идея на учредителите – хората да не се разграничават по националност.
| „                               | Ще се роди тук, в миланския ресторант „Часовника“, мястото за среща на артисти и ще бъде завинаги отбор с голям талант. Тази прекрасна нощ ще даде цветовете на нашата емблема: черното и синьото на фон, осеян със златни звезди. Ще се нарича Интернационале, защото всички сме братя на Света. | “ |
| Джорджо Муджани, 9 март 1908 г. | |   |

Емблемата и цветовете на „Интер“ са избрани от Муджани: черно и синьо, от където идва и прозвището им „черно-сините“ (на италиански: Nerazzurri, „нерадзури“). Пръв президент на клуба става Джовани Парамитиоти, а първият капитан е швейцарецът Ернст Марктъл, който по случайност е един от основателите на АК „Милан“.
Учредители на „Интер“ са: Джорджо Муджани, Фернандо Де Осма, Артуро Хинтерман, Ханс Риетман, Бертолини, Бошард, Карло Хинтерман, Пиетро Дел Оро, Воелкел, Уипф, Лана, Енрико Хинтерман, Уго Риетман, Манер, Карло Ардуси.

## 1909 – 1910:Началото и първото скудето
Първоначалният президент на клуба Джовани Парамитиоти е наследен от Еторе Страус през 1909 г., а през 1910 г. от Карло Де Медичи. Отборът прави своите първи стъпки в лигата през 1909 г., като се състезава в групата на област Ломбардия заедно с АК „Милан“ и УС „Миланезе“. „Нерадзурите“ не са фаворити, тъй като АК „Милан“ е считан за основния конкурент на доминиращия по това време тим на „Дженоа“, докато УС „Миланезе“ разполага с някои от най-добрите италиански футболисти в състава си като вратаря Де Симони, който пръв облича фланелката с №1 на Италия. Първото в историята дерби между „Интер“ и „Милан“ се състои на 10 януари 1909 г. и завършва с победа с 3 – 2 за „росонерите“, а първия гол в дербито за „Интер“ бележи бразилецът Акиле Гама. Футболистите, които взимат участие в този първи мач, са предимно швейцарци: Коши, Каплер, Марктъл, Ниедерман, Фосати (който е и треньор), Кумер, Гама, Ду Чене, Де Вере, Уипфт, Волк, Шулер. В крайна сметка групата е спечелена от „Миланезе“, но компактността в резултатите оставя впечатлението, че много скоро водачеството им може да бъде преустановено.
В последвалия сезон 1909-10 в Италия се въвеждат генерални реформи по подобие на Английското първенство, като областните групи отпадат и отборите играят „всеки срещу всеки“, веднъж като домакин и веднъж като гост. Така на новосформирания „Интер“ се налага да се изправи срещу пионерите в италианския футбол – отборите на „Дженоа“, „Про Верчели“, „Ювентус“ в допълнение на градските съперници „Милан“ и УС „Миланезе“. Решено да затвърди позициите в първенството, ръководството на „Интер“ привлича нови футболисти, с които да са конкурентни на топ отборите. За всеобща изненада в края на сезона „Интер“ е на челна позиция в таблицата заедно с „Про Верчели“. Поради равния брой точки Италианската футболна федерация насрочва мач за решаване на крайния победител за 24 април 1910 г. на стадион „Арена ди Милано“. Тъй като по това време стадионът е зает поради военни шествия, федерацията решава мачът да се състои във Верчели, но не променя датата. В знак на протест „Про Верчели“ излизат за решаващия двубой с младежкия си отбор. Крайният резултат е 10 – 3 в полза на „Интер“, който им осигурява първото в тяхната история Скудето. Футболистите на „Интер“, вдигнали първата купа, са Кампело, Фронте, Золер, Джени, Фосати, Стеблер; Гоат, Пайер, Петерли, Аеби и Шулер.
Капитан и треньор на тима по това време е Вирджилио Фосати, който няколко години след този триумф загива в Първата световна война.
През същия сезон „Интер“ печели в голеада и двете дербита с „Милан“, съответно 0 – 5 и 5 – 1 в ответния мач.

## 1910 – 1919: Първата световна война
В следващите сезони „Интер“ не показва сили за националната титла, а ръководството на клуба се сменя няколко пъти. През 1912 г. за президент е избран Емилио Хирцел, последван от Луиджи Ансбахер през 1914 г., който по-късно същата година е заменен от Джузепе Висконти Ди Модроне. По време на управлението на Модроне шампионатът през 1914-15 е прекъснат заради Първата светoвна война, а футболното първенство е отменено до 1919 година. Това се оказва първият толкова дълъг период от време, в който „Интер“ не печели трофей.

### 1919 – 1920:Скудето №2
Сезон 1919 – 20 е първият след подновяването на шампионата. За президент на „Интер“ е избран Франческо Мауро, който назначава за треньор Нино Резеготи. В настоящия състав все още могат да се видят „старите“ Аеби, Агради, Асти и Кампели, както и петимата братя Чевенини, Джузепе Фосати и изгряващата звезда Леополдо Конти. Без особени затруднения „нерадзурите“ печелят областната група на Ломбардия, след което за полуфиналите са поставени в „Група Ц“ заедно с „Новара“, „Болоня“, „Торино“, „Андреа Дория“ и „Енотрия Голиардо“, където събират общо 16 точки и печелят правото да играят на финала за „Централна Италия“ с „Ювентус“ и „Дженоа“. След победа над „бианконерите“ с 1 – 0 равенството с „Дженоа“ се оказва достатъчно за „Интер“ да преодолее финалната група и да се класира за националния финал. Така на 20 юни 1920 г. в Болоня последното препятствие пред „Интер“ се оказва отборът на ФК „Ливорно“, воден от „великия мотор“ Енцо Маниоци. В този много зрелищен и балансиран финален мач „нерадзурите“ съумяват да се наложат над своя съперник с 3 – 2 и така печелят втората в историята си национална титла. В отбора, вдигнал купата през 1919-20, са Пиеро Кампели, Густаво Франческони, Алесандро Белтраме, Алесандро Милези, Пино Фосати, Паоло Шайдлер, Леополдо Конти, Ермано Аеби, Емилио Агради, Луиджи Чевенини III и Джузепе Асти.

## 1920 – 1927: Посредствените години и Компромисът „Коломбо“[13]
Както се случва и след спечелването на първия шампионат, така и след завоюването на второто в историята си скудето „Интер“ изпада в дълъг период на анонимност и посредственост, като през повечето време се намират в средата или долната половина на таблицата. През сезон 1921 – 22 „Интер„ са на последно място в класирането и са само на крачка от изпадане във втора дивизия. Тогава в Италия има две футболни сдружения – Италианска футболна конфедерация (ИФК) и Италианска футболна федерация (ИФФ), които организарат отделни и независими първенства. „Интер“ участват в състезанието на ИФК и когато на 30 март 1922 г. сезонът приключва, „нерадзурите“ заемат последното място в „Група Б“ на Северна Италия със скромните 11 точки от 22 мача. След бурни полемики директорите на двете федерации се срещат в Брузненго на 30 юни 1922 г. за да обсъдят създаването на нова единна футболна структура. Арбитър и посредник в този дебат е Емилио Коломбо – президент на „Гадзета дело Спорт“. В крайна сметка конкурентните компании стигат до консенсус и ИФК е включена в ИФФ, но поради големия брой участници се организират предварителни плейофи, след които победилите се разпределят в три областни групи от по дванадесет отбора. Този прецедент в италианския футбол е известен с названието „Компромис „Коломбо““ (на италиански: Compromesso Colombo).
Жребият определя мач между „Интер“ и „Либертас Флоренция“. На 9 юли 1922 г. в Милано „черно-сините“ печелят с 3 – 0 (с два гола на Освалдо Алиатис и един гол на Ермано Аеби), а ответният двубой във Флоренция на 16 юли завършва 1 – 1, с което „Интер“ си осигуряват участие в първата дивизия на страната за предстоящия сезон.
В периода до 1927 г. ръководството се сменя два пъти – през 1923 г. президент става Енрико Оливети, през 1926 г. го наследяваСенаторе Борлети, а на треньорския пост се сменят редица специалисти, но без никакъв успех.

## 1927 – 1945:Амброзиана и кралството на Джузепе Меаца
С настъпването на фашистката ера „Интер“ са принудени да се съобразят с интересите на партията: на Националата фашистка партия не ѝ допада наименованието на клуба, което наподобява това на враговете от Комунистическия интернационал и през лятото на 1928 г. „Интер“ под управлението на Сенаторе Борлети се слива с УС „Миланезе“ и приема името СС „Амброзиана“ (на италиански: Società Sportiva Ambrosiana) в чест на църковния патрон на град Милано – св. Амвросий Медиолански, а черно-сините фланелки са заменени с чисто бели такива, пресечени с червен кръст (герба на Милано) и маркирани с фашистки символ.
 Въпреки всички промени отборът завършва сезон 1928 – 29 на шесто място, което води до смяната на треньора Джузепе Виола и завръщането на Арпад Вайшс. Истински фурор прави младият Джузепе Меаца, който вкарва 38 гола в 29 срещи.

### Скудето №3(1929 – 30)
През следващия сезон 1929-30 (първият официален сезон на „Серия А“ и първият сезон без географски дивизии) при управлението на президентите Ернесто Торузио (1929) и Оресте Симоноти (1930), отборът е прекръстен на „АС Амброзиана“, а черно-сините екипи са възстановени, като единствена разлика е в яката – черно-бяло, шахматно каре, каквито са цветовете на УС „Миланезе“. „Амброзиана“ побеждава основните претенденти за титлата „Ювентус“ и ФК „Дженоа“, което се оказва жизненоважно за спечелването на купата в края на сезона (първа в историята на „Амброзиана“ и общо трета за „Интер“). Младият „Пепино“ Меаца е коронясан за гол-майстор на турнира със своите 31 попадения, с което поставя рекорд за най-резултатен дебют в Серия А, неподобрен и до днес. В новоучредения европейски турнир „Митропа“ „Амброзиана“ достига до полуфиналите.
Петото място през 1930-31 е повод за промяна в президентството – „патрон“ на клуба става Фердинандо Поцани, наричан „Генерал По“, който издейства разрешително от ИФФ за промяна наименованието на клуба на „Амброзиана-Интер“ – име, което отбора носи през следващите 13 години.
Клубните промени обаче не се оказват ефективни на терена – разочароващо шесто място, което води до поредното завръщане на треньора Вайшс, както и привличането на класните Леврато и Фрионе. Големите амбиции през 1932-33 рухват с горчивото второ място и злощастно загубения финал за Купа Митропа (след победа над Австрия Виена с 2 – 1 в Милано „Интер“ губи във Виена с 3 – 1).
През 1933-34 „Интер“ отново се разминава с титлата на Италия. В мач, който събира рекордните 400 хиляди долара, „Амброзиана-Интер“ побеждава „Ювентус“ с 3 – 2, но губи последвалите два мача от „Фиорентина“ и „Торино“. По този начин за втора поредна година „Интер“ завършва на второ място, този път преднината на „Ювентус“ е намалена на 4 точки.
Последвалият сезон 1934-35, маркиран от злощастната смърт на „Тито“ Фрионе, се оказва още по-невероятен. До последния ден от шампионата „Интер“ и „Ювентус“ са с равен брой точки. Юве печели последния си мач във Флоренция, а „Интер“ губи от „Лацио“ с гол на бившия си футболист Феличе Леврато. Това е трета поред година, в която „Амброзиана“ завършва на второто място.
Следват две години, в които „Интер“ не показват конкурентност за скудетото, а на треньорската скамейка логично се сменят редица специалисти.

### Скудето №4(1937 – 38)
„Отмъщението“ на „Амброзиана“ идва с пълна сила през сезон 1937-38, когато печелят борбата за скудетото с „Ювентус“ и „Милан“ в последния ден от шампионата. Гол-майстор на турнира, вече за трети път, е Джузепе Меаца (както и през 1935-36), който същата година извежда с капитанската лента Националния отбор по футбол на Италия до втората поредна световна титла. Тези негови успехи, редицата рекорди, които поставя и неоспоримата му класа заслужено го превръщат в първия световноизвестен италиански футболист, а последствие и в първата легендарна фигура на „Интер“ и Националния отбор на Италия. Това е и сезонът, в който „Интер“ нарушава лошата традиция да печели скудето само по веднъж на десетилетие.

### Копа Италия №1(1938 – 39)
През 1938-39, след отказването на треньора Армандо Кастелаци, отборът е трениран от Антон „Тони“ Карнели – опитен специалист, който въвежда т. нар. тактика „Системата“. В първия си сезон начело на „Интер“ Карнели донася и първата в историята на клуба Копа Италия, а в шампионата завършва на трето място.

### Скудето №5(1939 – 40)
Това обаче бързо се променя и още през следващия сезон 1939-40, въпреки контузията на шампиона Меаца, в последния кръг на Серия А, в решителния и директен двубой за титлата на първенството „Интер“ побеждава „Болоня“ с 1 – 0 на неутралния стадио „Сан Сиро“ (избран заради големия брой зрители – събрани са рекордните за това време 471 хиляди паунда) и празнува петото в своята история Скудето. Осем дни след този триумф Италия обявява война на Франция.
Двойката треньори, която поема клуба след Тони Карнели, е Перукети – Дзамберлети. Те решават, че емболията в крака на Меаца означава край на неговата бляскава кариера и го продават на архи-враговете от АК „Милан“. В последвалото градско дерби, завършило 2 – 2, Меаца отбелязва изравнителното попадение за „росонерите“. След тринадесет години, прекарани в „Интер“, Джузепе Меаца, през сълзи разкрива, че цял живот ще съжалява за отбелязания гол във вратата на родния си клуб. В крайна сметка след обещаващото начало на шампионата „Амброзиана“ не съумява да задържи преднината си пред „Болоня“ и завършва сезон 1940-41 на втора позиция.
Новият треньор Иво Фиорентини приключва сезон 1941-42 на сензационното дванадесето място и при идването на президента Карло Масерони (1942) е заменен на поста от Джовани Ферари, който през 1942-43 връща клуба на приличната четвърта позиция. През 1943 г. ИФФ анулира футбола в страната и регионалните комитети организират алтернативно първенство, в което „Интер“, въпреки че излизат първенци от групата на Ломбардия, впоследствие губят на полуфиналите.

## 1945 – 1955:Управлението на Масерони
След падането на фашисткия режим в Италия на 27 октомври 1945 г. новият президент на клуба – Карло Масерони гордо заявява: „„Амброзиана“ е в миналото, сега има само „Интер““. Старото наименование на отбора е възстановено, което допълнително ентусиазира фенове и играчи за по-добро представяне. Резултатите не закъсняват и „Интер“ записва няколко грандиозни успеха (като победа над „Гранде Торино“ с 6 – 2), но от друга страна не липсват и загубите. Така в края на сезон 1945-46 отборът на „Интер“, воден от Карло Каркано, се озовава на четвърта позиция.
Следващата година от първенството започва повече от обещаващо – президентът Масерони издейства разрешително от ИФФ за трансфери на чуждестранни играчи и в отбора пристигат пет южноамерикански попълнения. Въпреки постигнатите успехи на местна почва те се оказват изключително неориентирани в италианското първенство и единственото нещо, с което стават известни, е нарицателното, което пресата им дава – „петте бидона“. Вследствие на разочароващото представяне на южноамериканците „Интер“ заема незавидна позиция в класирането. Масерони назначава Нино Нутрицио за треньор заедно със завърналия се и като футболист в отбора Джузепе Меаца. Двамата успяват до известна степен да мобилизират състава и в края на сезон 1946 – 47 „Интер“ „празнува“ спасителното десето място в подреждането.
Последвалият сезон 1947 – 48 се оказва още по-неблагоприятен за „нерадзурите“. Въпреки че в края на първата част от шампионата те се намират на трето място, серията от принудителни промени като завръщането на треньора Каркано и контузията на първия нападател Бруно Куарезима обричат отбора да завърши 12-и. Единствения светъл лъч в този момент е младият Бенито Лоренци, който още в началото на сезона се налага в първия отбор и загатва за бъдещия си потенциал.
Годината 1948-49 е известна с „трагедията Суперга“ и смъртта на целия отбор на „Велия Торино“, които с петте си последователно спечелени шампионата безспорно са истинския хегемон в Италия през 40-те години. През този сезон в „Интер“ пристигат няколко футболиста (Ищван Ниерш, Атилио Джованини, Джино Армано), с които доминацията на ФК „Торино“ в първенството да бъде прекратена. Новите попълнения обаче не оправдават очакванията на треньора Джон Астли, който по средата на сезона е заменен от Джулио Капели, който дотогава е технически директор на клуба. Новият треньор прави завиден обрат в първенството, като издига „Интер“ чак до второто място, на пет точки пред „Ювентус“, но и на пет точки зад отбора на „Торино“. Със своите 26 гола в дебютния си сезон Ищван Ниерш печели приза за гол-майстор на шампионата.
Следващият сезон (1949-50) отново е изпълнен с големи надежди за титлата и отбора на „Интер“ воден от „летящия холандец“ Фаас Уилкс и дуото Амадей – Лоренци, в крайна сметка финишира три места под очакванията. Разочарование се оказва и следващата година. Треньорът Капели е заменен от Алдо Оливиери, а увереността, която той има в качествата на Лоренци, води до продажбата на Амадей и Алдо Кампатели. Въпреки това президентът Масерони решава да се презастрохава и в отбора пристига шведският полузащитник Ленарт Скоглунд. Отборът върви уверено към скудетото, Ниерш и Уилкс нанизват съответно 31 и 23 гола, но в края на шампионата „Милан“ прави невероятно завръщане и печели само с една точка пред „Интер“ своята първа национална титла от 44 години насам. През 1951-52 президентът на „Интер“, убеден във възможностите на своите играчи, привлича само едно ново попълнение – вратаря Джорджо Геци. Поради липсата на постоянност в отбора, особено видна при Скоглунд и Уилкис, отново третото място остава за „Интер“.

### Скудето №6(1952 – 53)
Сезон 1952-53 започва с революция в тактиката. Новият треньор Алфредо Фони, почитател на „катеначото“, привлича в отбора Ивано Бласон и го поставя на позицията десен бек, също заменяйки така в централната линия непостоянния Уилкс с по-стабилния Бруно Маца. В началото неговата техника не се приема добре от критици и фенове, но скоро резултатите стават видни за всички. Благодарение на защитната си игра и блестящия Джорджо Геци „Инте“ допуска само 19 гола в първите 31 мача, като в същото време преднината пред опонентите му расте. „Интер“ става зимен шампион през януари, когато разликата с втория е шест точки, а три дни преди края на самия сезон, след победа над отбора на „Палермо“, „нерадзурите“ стават сигурния победител в Серия А. Това е шестото скудето в историята на клуба.

### Скудето №7(1953 – 54)
Въпреки постигнатия успех Фони все още е критикуван за дефанзивната игра на отбора и затова решава да въведе нов по-креативен и агресивен модел на футбол за предстоящия сезон. Ищван Нерш записва хеттрик за победата с 3 – 0 над градските съперници от „Милан“, Ленарт Скоглунд обира овациите за легендарната победа над „Ювентус“ с 6 – 0. В шампионат, в който всички „черно-сини“ футболисти имат своите славни моменти, за втора поредна година „Интер“ печели скудетото – общо седмо в своята история.
Доволен от завоюваните две поредни титли, през 1954 г. президентът Масерони започва преговори за продажбата на клуба с петролния магнат Анджело Морати. През новия сезон в „Интер“ не пристигат чуждестранни попълнения, понеже границите на страната са затворени, а празнината в защита, която остава Атилио Джованини, когато напуска клуба, не се оказва по възможностите на младия му заместник Джорджо Бернардин, но и като цяло на отбора му липсва предишното постоянство и така заслужено в края на сезон 1954-55, „нерадзурите“ остават на осмо място.

## 1955 – 1968:Президентството на Анджело Морати и „Гранде Интер“
На 28 май 1955 г. Анджело Морати става президент и собственик на клуба. Той освобождава Алфредо Фони и назначава Алдо Кампатели за треньор. Въпреки че в началото на сезона „Интер“ е водач в класирането, идва период, когато натрупват пет загуби и Морати се принуждава да замени Кампатели с тогавашния треньор на примаверата – Джузепе Меаца. Меаца успява да приключи сезона на трето място. Следващата година Морати решава да заложи на доказали се имена и привлича Анибале Фроси за технически директор, а на пейката поставя Луиджи Фереро. След труден старт „Интер“ се озовава начело в таблицата, но постепенно стига до средата ѝ. Тогава Фроси поема отбора, но тази рокада не дава желания ефект. На помощ отново е привикан Меаца, който успява да засили отборо до второ място, но последвалите пет последователни загуби са причината „Интер“ да завърши пети в подреждането. През 1957 – 58 в отбора пристига нападателят Антонио Валентин Анджелило и треньорът Джон Карвър, а мястото е девето. Следващия сезон начело на тима застава Джузепе Бигоньо, който отстъпва поста на Кампатели. „Интер“ завършват трети и губи финала за Копа Италия. Анджелило успява да вкара 33 гола в 33 мача, което е рекорд в Серия А с 18 отбора. За 1959 – 60 на скамейката е двойката Кампатели-Камило Акили. След добър първи полусезон „нерадзурите“ започват представят посредствено в първенството, елиминирани са за КНК и след загуба в Миланското дерби Кампатели е уволнен, а месец по-късно същото се случва и с Акили. Тимът е поет от Джулио Капели, с който „Интер“ става четвърти.
През 1960 г. треньор на отбора е Еленио Ерера. „Интер“ става зимен шампион, но поради по-слабото си представяне в края на сезона остават трети. Това е годината с най-тежкото поражение в историята на клуба – 9 – 1 от „Ювентус“. В първия мач „Интер“ побеждава с 3 – 1, а в ответния двубой стадионът е претъпкан, като торинската публика е буквално на няколко метра от игрището. При резултат 1 – 0 за „Интер“ съдията прекратява срещата. По-късно излиза решение, с което се присъжда победа на „Интер“ с 2 – 0. В края на сезона, обаче ИФФ излиза с разпореждане мачът да се преиграе, въпреки че шампионът е известен – „Ювентус“. В знак на протест „Интер“ изпраща юношите на отбора и са разгромени с 9 – 1. Вследствие от този мач дори „Милан“ изпреварва черно-сините. Единственото попадение за „нерадзурите“ е дело на Сандро Мацола.
Историята се повтаря и през следващия сезон – „Интер“ отново е зимен шампион, но не успява да съхрани преднината си до края на първенството и предава титлата на „Милан“.

### Скудето №8
През 1962-63 ролите се разменят. „Ювентус“ е водач до зимната пауза с точка повече от „Интер“. В дербито обаче „нерадзурите“ побеждават и излизат първи в подреждането – позиция, която този път запазват. Това е първото скудето на Морати и Ерера и общо осмо в историята на клуба.

### Купа на Европейските шампиони №1
Тъй като „Интер“ са настоящият шампион на Италия, през следващата година (за пръв път) получават място в най-елитния турнир – Купата на европейските шампиони. Там стигат до финала във Виена, където се налагат с 3 – 1 над испанския хегемон „Реал Мадрид“, с което стават първият отбор печелил купата, без да допусне загуба (7 победи и 2 равни).
В Серия А се стига до първия в историята плейоф за решаване на шампиона, тъй като „Интер“ и „Болоня“ са с еднакъв точков актив (57). На 7 юни „нерадзурите“ губят двубоя с 2 – 0 и остават втори.

### Скудето №9
През 1964-65 „Интер“ стават шампиони на Италия за девети път в своята история, а Сандро Мацола е голмайстор на първенството (17 гола).

### Купа на Европейските шампиони №2
В турнира за КЕШ „нерадзурите“ отново стигат до финал. Там побеждават „Бенфика“ с 1 – 0 и за втора поредна година са коронясани за шампиони на Европа.

### Междуконтинентална купа №1
Следва финал за решаване на интерконтиненталния шампион. Два мача с „Индепендиенте“ не са достатъчни за определяне на победителя, затова третият последен двубой се състои в Мадрид на 26 септември. Гол на Марио Корсо донася първата междуконтинентална купа във витрината на клуба, а „Интер“ става първият италиански отбор печелил това отличие и т.нар. „Требъл“  – Шампион на страната, Шампион на Европа, Междуконтинентален шампион.

### Скудето №10 и Златната звезда
Сезон 1965-66 „нерадзурите“ завоюват своята десета титла в Серия А, която дава право към екипите и емблемата да се добави златна звезда, символираща десетте скудети. В турнира за КЕШ „черно-сините“ достигат до полуфинал, същото се случва и в турнира за Купата на Италия.
Отново следва турнири за Междуконтиненталната купа. Там претендентите отнова са „Интер“ и „Индепендиенте“. Тоз път решаваща победа с 3 – 0 на стадион „Сан Сиро“ и 0 – 0 в Аржентина, са достатъчни за втора поредна година това отличие да се дублира.
През 1966 – 67 „Интер“ е зимен шампион на Серия А, но в последния мач губи с 1 – 0 от „Мантова“ и предава титлата на „Ювентус“, а седмица по-рано губят финал за КЕШ от „Селтик“.
През 1967 г. „Интер“ официално става Футболен клуб „Интернационале Милано“.
Сезон 1967 – 68 „нерадзурите“ завършват пети и достигат до финалната група за Копа Италия. На 18 май 1968 г. Анджело Морати продава клуба на Фриацоли. С него си тръгва и треньорът Еленьо Ерера и спортният директор Итало Алоди.

## 1968 – 1984:Иваное Фриацоли
Новият президент на клуба е Иваное Фриацоли. Той назначава Алфредо Фони, който през 50-те години налага „катеначото“ в „Интер“ и завоюва две поредни скудети. Фони модифицира тактиката си в по-офанзивна игра за сметка на защитата. Резултатът е четвърто място в шампионата.

### Скудето №11(1970 – 71)
Следващата година за наставник на клуба е привлечен Ериберто Ерера, с който „нерадзурите“ завършват втори след „Каляри“, които печелят първата си титла в Серия А.
През лятото още ветерани от „Гранде Интер“ напускат клуба – Луис Суарес е продаден на „Сампдория“, а Аристиде Гуарнери преминава в „Кремонезе“. В отбора пристигат Марио Фрусталупи, Марио Джубертони и Серджо Пелицаро.
Нещата не тръгват добре. „Интер“ са елминирани за Копа Италия и КНК, и губят дербито. Ерера е уволнен след изминали само пет дни от началото на сезона, а неговия пост временно поема треньорът на младежкия отбор Джовани Инверници. Бедин, Жаир и Корсо, които са пренебрегвани от предишния наставник, предразполагат Инверцини в обстановката на тима. Към тях се присъединява и Сандро Мацола и тогава резултатите са налице – противно на всички залози „Интер“ изиграва следващите 23 мача, без да допусне загуба и грабва титлата в шампионата, изпреварвайки отбора на АК „Милан“. Това прави „Интер“ първият клуб, който сменя треньор след започване на сезона и става шампион.
Следващата година „черно-сините“ се завръщат в КЕШ след 4-годишно отсъствие. В първия кръг отстраняват АЕК „Атина“ и така се стига до втория кръг с „Борусия Мьонхенгладбах“. Първият мач се състои в Германия, където при резултат 2 – 1 за „Борусия“ от публиката е хвърлена бутилка от Кока Кола, която поваля нападателя на „Интер“ Роберто Бонинсеня. Поради опитите на германците да скрият „оръжието от местопрестъплението“ на терена настават няколко мелета. В крайна сметка става ясно че Бонинсеня няма да може да продължи срещата, но въпреки това мачът ще се доиграе. Резултатът в края на тази среща е 7 – 1. Следват жалби в Дисциплинарната комисия на УЕФА от страна на адвоката на „Интер“ Пепино Приско, които дават резултат: мачът се преиграва. Преди това обаче е срещата в Милано, завършила 4 – 2 за „Интер“. Вторият мач завършва 0 – 0 и така „Борусия“ са елиминирани. На четвъртфинала следват две победи над Стандар Лиеж, а на полуфинала „Селтик“ са победени след дузпи. Идва финалът, където „Аякс“ на Йохан Кройф се оказва препъникамъкът. Именно холандецът отбелязва двата гола за крайното 2 – 0.
В шампионата„Интер“ завършват 5-и, а Роберто Бонинсеня става голмайстор на първенството с 22 попадения.

### Копа Италия №2(1977 – 78)
В периода 1972 – 1977 „нерадзурите“ не успяват да преминат 4-то място в класирането и отсъстват от европейските турнири.
За сезон 1977-78 начело на клуба е Еудженио Берселини. Той донася на клуба втората Копа Италия (голове на Грациано Бини и Алесандро Алтобели). Това се оказва и първият трофей за последните седем години. Същата година е последна за Джачинто Факети. Следва четвърто място през 1978 – 79.

### Скудето №12(1979 – 80)
През следващия сезон „Интер“ стяга „защитния вал“, където личат имената на Джузепе Барези, Габриеле Ориали, Грациано Бини, Роберто Моцини. В края на първия полусезон „Интер“ заема първото място с преднина от 3 точки пред АК „Милан“. С подновяването на шампионата силите на „росонерите“ постепенно се изчерпват и разликата става все по-осезаема. „Интер“ побеждава и в двете дербита. На 23 март в Италия избухва новината, че четиринадесет футболиста от Серия А и Серия Б са арестувани за уреждане на мачове. Следват наказания с отнемане на точки и пращане в по-долна дивизия, което улеснява пътя на „нерадзурите“ към Скудето №12. Поради достатъчно точки преднина то идва на 27 април, два мача преди края на шампионата.
През 1980 – 81 „Интер“ се завръща в турнира КЕШ и достига до полуфинал, където отпада от „Реал Мадрид“.

### Копа Италия №3(1981 – 82)
През сезон 1981 – 82 „Интер“ извоюват своята трета Купа на Италия. След победи над „Верона“, „Милан“, „СПАЛ“ и „Пескара“ идва мач с АС „Рома“, завършил 4 – 1 в полза на „вълците“. В Милано обаче „Интер“ успява да победи с 3 – 0 и да се класира напред. На полуфинала преодолява отбора на „Катандзаро“ (обрат с 2 – 1 на Сан Сиро и 2 – 3 след продължения и останали с 9 души като гост), за да дойде финалът с ФК „Торино“. На стадион „Джузепе Меаца“ срещата завършва 1 – 0 с попадение на Алдо Серена, а в Торино 1 – 1 (Агата Кутоне и Алесандро Алтобели). През тази година дебют с черно-синята фланелка прави Рикардо Фери, а Джузепе Бергоми, Габриеле Ориали, Ивано Бордон, Алесандро Алтобели и Джампиеро Марини стават световни шампиони с националния отбор на Италия.
Следващата година отново има съмнения за уреждане на мачове, но този път няма достатъчно доказателства. В Серия А „Интер“, воден от Рино Маркези, завършва 3-ти, а второто си и последно участие за КНК приключват на четвъртфинал, отстранени отново от „Реал Мадрид“. През този сезон „човекът-паяк“ Валтер Дзенга прави своя дебют за „Интер“.
Следващата година на треньорската скамейка е Луиджи Радиче, с който отборът достига 4-то място.

## 1984 – 1995:Ернесто Пелегрини
На 12 март 1984 г. за президент на клуба официално е обявен Ернесто Пелегрини.
На скамейката застава Иларио Кастанер, а сред играчите, които биват закупени, изпъква името на германския шампион Карл-Хайнц Румениге. Въпреки вложените усилия „Интер“ завършва 3-ти в Серия А, а в Турнира на УЕФА достига до полуфинал, където отново се изправя срещу „Реал Мадрид“ и отново е победен (2 – 0, 0 – 3). През 1985 – 86 Кастанер и Корсо се сменят на треньорския пост, а отборът финиширва на шесто място в Шампионата на Италия. За Купата на УЕФА отново се стига до полуфинал и отново съперникът е „Реал Мадрид“. След 3 – 1 в Милано и 5 – 1 на стадион „Бернабеу“ „Интер“ за пореден път е победен.
През 1986 – 87 наставник на клуба става Джовани Трапатони. Колебливия старт на сезона е причината за крайното 3-то място. Следващата година, след единадесет сезона с черно-синята фланелка, Алтобели напуска клуба. „Интер“ финишира 5-и.

### Скудето №13(1988 – 89)
За сезон 1988 – 89 в отбора пристигат германците Лотар Матеус и Андреас Бреме. След първите няколко кръга претендентите за титлата излизат наяве – АК „Милан“, „Сампдория“ и ССК „Наполи“. Следва победа за „Интер“ в Дербито на Милано, която убива шампионските амбиции на „росонерите“. Единствено „Наполи“ успяват да се задържат плътно до „Интер“, които завършват първия полусезон като първенци. В директния сблъсък на 28 май „Интер“ надделява с гол на Матеус, което математически го прави новия шампион на Италия. „Интер“ завършва сезона с 58 точки, като по това време за победа се присъждат 2 т. Никой друг отбор не е успявал да достигне този актив. Алдо Серена става голмайстор на първенството със своите 22 гола.

### Суперкупа №1(1989)
Следващата година Рамон Диас е продаден, а на негово място идва Юрген Клинсман, който оформя германското трио Бреме-Матеус-Клинсман. В първенството „Интер“ остава 3-ти, а в Шампионската лига на УЕФА отпада безславно от „Малмьо ФФ“ и сезонът се очертава като провал. „Нерадзурите“ обаче побеждават „Сампдория“ (2 – 0) в мач за Суперкупата – първа във витрината на клуба.

### Купа на УЕФА №1(1990 – 91)
През 1990 г. Лотар Матеус става световен шампион с отбора на Германия, впоследствие печели Златна топка и е избран за най-добър играч в света. Това е първият футболист на „Интер“ заслужил тези отличия наведнъж. В първенството „нерадзурите“ завършват полусезона като шампиони, но постепенно губят сили и остават на 3-то място. В турнира за Купата на УЕФА достигат първия си финал, където се изправят срещу АС „Рома“. В Милано побеждават с 2 – 0 (Матеус и Никола Берти), а в Рим губят с 1 – 0. Така първата купа на УЕФА е факт. Това е и първият международен трофей на „Интер“ за изминалите 26 години. На 22 май 1991 г. черно-синьото приключение на Джовани Трапатони свършва.
След като Трапатони се връща да тренира „Ювентус“, Пелегрини назначава на негово място Корадо Орико – специалист, успял да вкара отбора на „Лукезе“ в Серия А. Играчите на „Интер“ обаче не съумяват да възприемат новата игрова система, а след отпадане в първия кръг на турнира за купата на УЕФА италианският тактик е заменен на поста от Луис Суарес. „Интер“ завършва 8-и без право да играяе в европейски турнир. Това се случва за пръв път от 16 години.
През сезон 1992 – 93 начело на отбора е Освалдо Баньоли – доказан специалист, извел ФК „Верона“ до шампионската титла. Три загуби още в самото начало на сезона са причината за нови промени. В отбора пристига Рубен Соса, който нанизва 20 попадения в 28 мача. „Интер“ прави серия от 6 поредни победи и приключва сезона на 2-ро място, само на 4 точки зад АК „Милан“.

### Купа на УЕФА №2(1993 – 94)
Следващата година в отбора идват холандците Вим Йонг и Денис Бергкамп, но са преследвани от контузии и положението на клуба се влошава. Баньоли е заменен от Джампиеро Марини, а резултатите са още по-негативни – 2 победи, 2 равни и 8 загуби. В турнира за купата на УЕФА нещата стоят коренно различно. „Интер“ достига до втория в историята си финал, където побеждава австрийския „Залцбург“ (1 – 0 от двата мача). Втора Купа на УЕФА е вече във витрината на клуба. Това се оказва последният значим трофей под управлението на Ернесто Пелегрини, който на 18 февруари 1995 г. официално продава клуба на Масимо Морати.

## 1995 – 2013:Ерата Морати
Масимо Морати – син на многоуважавания президент от времето на „Гранде Интер Анджело Морати, не крие амбициите да повтори подвига на баща си. Морати потвърждава, че на треньорския пост остава Отавио Бианки, но започва да прави промени в ръководството. На бележити интеристи като Сандро Мацола, Джачинто Факети и Луис Суарес са дадени високи постове в клуба. „Интер“ завършва на 6-о място.
Следващия сезон, първи изцяло под ръководството на Морати, след само няколко кръга Бианки е заменен от Рой Ходжсън. Той е ангажиран с националните отбори и реално „Интер“ в началото е воден отново от Луис Суарес. В Серия А мястото е 7-о, а в Турнира за Купата на УЕФА е налице ранно отпадане.
През 1996 – 97 „Интер“ завършват 3-ти в първенството, а в УЕФА достигат до финал с отбора на „Шалке 04“. Първият мач в Гелзенкирхен е победа за германците с 1 – 0. В Милано „Интер“ се налага с 1 – 0 и така следват дузпи. Пропуските на Арон Винтер и Иван Саморано се оказват решаващи за загубения финал. Ходжсън напуска след тази среща, а отборът е поверен на Лучано Кастелини, докато се намери нов наставник.

### Купа на УЕФА №3(1997 – 98)
През лятото на 1997 г. Морати назначава Луиджи Симони за треньор и за рекордна сума довежда в Интер феномена Роналдо, който става и кавалер на Златната топка по-късно същата година. През този сезон в битка за скудетото са „Ювентус“ и „Интер“, а директният сблъсък между двата тима е повече от скандален. Реферът на двубоя подминава чисти нарушения и дузпа за фаул срещу Роналдо, но това не е всичко. На „Ювентус“ е присъдена такава за измислено нарушение (макар и спасена от Джанлука Палиука). „Интер“ губи с 1 – 0. Следват равенство с Пиаченца и загуба от АС „Бари“, които се оказват решаващи за крайното 2-ро място в класирането. В турнира за Купата на УЕФА нещата отново са позитивни и „Интер“ е на финал за четвърти път в рамките на седем години. На Парк де Пренс „нерадзурите“ се налагат над отбора на „Лацио“ с 3 – 0 (Саморано, Санети и Роналдо) и грабват третата в своята история Купа на УЕФА.
Световното първенство във Франция е една от причините за спада в играта на Роналдо. Той е преследван от постоянни контузии и не успява да се стабилизира за по-дълъг период и да си партнира в атака с Роберто Баджо. Постоянните рокади на треньорския пост допринасят за посредственото представяне на отбора и така през 1998 – 99 „Интер“ завършва 8-и. В Шампионската лига излизат първенци от група със „Спартак Москва“, „Щурм Грац“ и „Реал Мадрид“ (настоящ европейски шампион). На четвъртфиналите отпадат от „Манчестър Юнайтед“, които впоследствие стават шампиони на Европа. Това е годината, в която Морати си навлича гнева на феновете заради уволнението на Симони и повторното назначаване на Ходжсън, и се оттегля за кратко от поста си.
Марчело Липи е обявен за треньор на клуба през лятото на 1999 г. Той настоява пред ръководството да не се поднови договора на дългогодишния капитан Джузепе Бергоми въпреки позитивните му представяния. Така след 20 сезона в „Интер“ „чичото“ предава лентата на Хавиер Санети. „Черно-сините“ заемат четвъртото място в таблицата и играят плейоф за шампионска лига с „Парма“, спечелен с 3 – 1 (два гола на Баджо и един на Иван Саморано, последният му с черно-синята фланелка). Понеже „Лацио“ е шампион и носител на Копа Италия, „Интер“ се класира като финалист от Копа Италия за Суперкупата на страната.
„Интер“ отпада в 3-ти квалификационен кръг на Шампионската лига губи мача за Суперкупата и допуска загуба в първия кръг от „Реджина“. Това са предпоставките на ръководството да уволни Липи. На негово място идва Марко Тардели, с който отборът завършва 5-и.
Морати сезон 2001 – 02 възлага на Ектор Купер. С аржентинския тактик „Интер“ отново е претендент за скудетото. Кръг преди края „нерадзурите“ са водачи в класирането („Интер“ с 69 т., „Ювентус“ с 68 т. и „Рома“ с 67 т.). „Ювентус“ печели гостуването си на Удинезе с 2 – 0, а Интер губи с 4 – 2, като по този начин е задминат и от „Юве“ и от „Рома“. Всички са потресени. Роналдо, макар по-късно същата година да печели за втори път Златна топка, напуска терена през сълзи – това е последният му сезон с черно-синята фланелка. През декември 2001 г. умира дългогодишният адвокат на клуба Пепино Приско.
Следващата година с Кристиан Виери голмайстор „Интер“ завършва втори. В шампионската лига на полуфинал се пада градският съперник АК „Милан“. Това е първото миланско дерби, проведено на европейска сцена. След 0 – 0 и 1 – 1 „Милан“ продължава напред (последствие става и шампион), поради правилото за отбелязан гол на чужд терен.
Поради нетърпението на Морати Алберто Дзакерони заменя Купер през октомври 2003 г. Продаде ни са играчи като Ернан Креспо и Кларънс Сеедорф. Дзакерони не показва нещо различно в клуба и не прави нещо запомнящо се освен двете победи над „Ювентус“ във Вечното дерби. Срамно отпадане в груповата фаза на шампионската лига и 4-то място в първенството. Хубавата новина е пристигането на Адриано и Деян Станкович. През 2004 г. Морати за втори път се оттегля от поста си на президент и го предава в ръцете на Джачинто Факети, който остава такъв до смъртта си през 2006 г.

### Копа Италия №4(2004 – 05)
На 16 юни 2004 г. за треньор на клуба е представен Роберто Манчини. В първенството отборът не допуска много поражения, но за сметка на това равните мачове преобладават и „Интер“ завършва 3-ти. На 15 юни 2005 г. „Интер“ печели „Копа Италия“, като побеждава „Рома“ в двустранен финал с общ резултат 3:0 (победа с 1:0 в Милано и победа с 2:0 в Рим).

### Суперкупа №2(2005)
Сезон 2005 – 06 започва с финала за Суперкупата. „Интер“ завоюват победа с 1:0 в продълженията над първоначалните шампиони в „Серия А“ за сезон 2004-05 – „Ювентус“, още преди да им бъде отнета тази титла.

### Копа Италия №5(2005 – 06)
На 11 май 2006 г., след победа отново над „Рома“ с общ резултат 4 – 2 (1 – 1 в Рим и 3 – 1 Милано), „Интер“ за втора поредна година е носител на Копа Италия.

### Скудето №14(2005 – 06)
Шампионската титла в Серия А за 2005-06 е присъдена на „Интер“, тъй като той е най-високо класиралият се отбор (трети) в крайното подреждане на Италианското първенство, след като на „Ювентус“ и АС „Милан“ са им отнети точки заради нашумелия скандал с уреждането на мачове (Калчополи) същата година. На 14 юли 2006 г. Федералният апелативен съд на Апенините (CAF) намира клубовете, състезаващи се в „Серия А“: „Ювентус“,„Лацио“, „Фиорентина“, „Реджина“ и „Милан“, за виновни в обвинението за уреждане на мачове и налага на петте клуба съответните им наказания (впоследствие тези наказания са намалени). Така с потвърденото изпращане на „Ювентус“ в „Серия Б“ (за пръв път в тяхната история) и наказанието от -8 точки за градския съперник „Милан“ титлата в „Серия А“ се присъжда на „Интер“.

### Суперкупа №3(2006)
На 26 август 2006 г. в мач за Суперкупата на Италия между „Интер“ и „Рома“ резултатът в редовното време е 3 – 3. Гол на Луиш Фиго в продълженията донася купата в ръцете на „нерадзурите“. Това е втората поредна и общо трета Суперкупа във витрината на клуба. Няколко дни след тази победа Джачинто Факети издъхва. Масимо Морати отново встъпва в длъжност като президент.

### Скудето №15(2006 – 07)
По време на новия сезон „Интер“ се впуска в шеметно чупене на всякакви рекорди, като постига 17 последователни победи в „Серия А“, започвайки с победа от 4:1 у дома над отбора на „Ливорно“ и завършвайки с равенство от 1:1 у дома с отбора на „Удинезе“. Победата като гост над „Катания“ с 5:2 подобрява рекорда от дотогавашните 15 мача без загуба в „Голямата Петица“ (Топ пет на най-добрите първенства – Англия, Италия, Испания, Франция и Германия), държани от „Байерн Мюнхен“ и „Реал Мадрид“. Победите траят почти 5 месеца и превръщат „Интер“ в реордьор по най-много последователни победи в „Голямата Петица“ на Европа. Формата на „Интер“ спада, след като прави равенства от 0:0 и 2:2 съответно с „Реджина“ и „Палермо“, като в последния мач се стига до равенство, след като „Реджина“ води с 2:0 на полувремето. В крайна сметка тмът не успява да остане непобедим до края на сезона, след като губи домакинския си мач с „Рома“ с резултат 3:1, като 2 от головете на „вълците“ са в последните минути. Така „Интер“ се наслаждава на рейт без загуба за малко по-малко от година.
На 22 април 2007 г., пет кръга преди края на кампанията (рекорд в Италия), “Интер“ са коронясани за шампиони на „Серия А“ за втора поредна година след победа над отбора на „Сиена“ с 2:1 на стадион „Артемио Франки“. Световният шампион с Италия – защитникът Марко Матераци, отбелязва и двете попадения за „Интер“ в 18-а и 60-а минута, като последният е от дузпа. Това е първият път, когато „Интер“ печели скудетото, базирайки се на собствените си успехи в лигата от 1989 г. насам. В този сезон клубът събира 97 точки (рекорд), 30 победи (рекорд), 15 победи като гост (рекорд) и 11 поредни победи като гост (рекорд),
В турнира за Копа Италия за трета поредна година финалисти са „Интер“ и „Рома“ – нещо неслучвало се преди това. Този път „римляните“ се налагат с категоричното 6 – 2 в първата среща и падат само 2 – 1 в Милано, за да грабнат купата на страната.

### Скудето №16(2007 – 08)
Сезон 2007 – 08 започва със Суперкупата на Италия. „Интер“ пада с 0 – 1 от „Рома“ на стадион „Джузепе Меаца“. За сметка на това в първенството нещата от предната година като че ли се повтарят. „Интер“ е зимен шампион със солидна преднина пред съперниците си (7 пред „Рома“ и 12 пред „Ювентус“) и е подобрен на 13 рекордът за последователни победи. От февруари до края на март освен отпадане от Шампионска лига преднината на „Интер“ се топи и в първенството. Въпреки честването на 100-годишнината от създаването на клуба отборът е изпаднал във футболна летаргия. Това в най-голяма степен се дължи на контузията на шведския нападател Златан Ибрахимович, който е динамото на отбора в последните години. Стига се до последния кръг на Серия А, когато разликата между „Интер“ и „Рома“ е само 1 точка. „Интер“ гостува на „Парма“. При силен дъжд, тежък терен и негостоприемен съперник „нерадзурите“ са наказани без публика. Първото полувреме завършва 0 – 0 и не се вижда как ще падне гол, а напротив – „дуковете“ даже контролират срещата. Тридесет минути преди края на срещата в игра влиза ненапълно възстановеният Ибрахимович. Само десет минути след това той отбелязва първия гол в срещата, а по-късно добавя още един за крайното 0 – 2. „Интер“ вдига скудетото за трети пореден и общо 16-и път.
За купата на страната четвърта поредна година играят „Рома“-„Интер“, което е прецедент в историята. „Римляните“надделяват с 2 – 1.
В края на сезона Манчини е уволнен, а на негово място пристига „специалният“ Жозе Моуриньо.

### Суперкупа №4(2008)
На 24 август 2008 г. е мачът за Суперкупата на Италия между редовните в последните няколко години финалисти „Рома“ и „Инте“. В редовното време резултатът е 2 – 2, а при дузпите „нерадзурите“ се налагат с 8 – 7. Това е четвърта суперкупа във витрината на клуба и първият трофей на Моуриньо с „Интер“.

### Скудето №17(2008 – 09)
С постоянство в представянията си и след загуба на основния преследвач АК „Милан“ от „Удинезе“, на 16 май 2009 г. „Интер“ е новият стар шампион на Италия. Това е седемнадесето скудето и четвърто поредно за клуба, и първото на Моуриньо. Златан Ибрахимович става голмайстор на първенството със своите 25 попадения.
През лятото на 2009 г. Ибрахимович напуска „Интер“ в посока ФК „Барселона“, а Самюел Ето'о идва в „Интер“ като част от многомилионния трансфер. Другите значителни попълнения към тима, които прави Моуриньо, са защитникът Лусио, полузащитникът Тиаго Мота, нападателят Диего Милито и плеймейкърът Уесли Снайдер. На финала за Суперкупата обаче „Интер“ отстъпва с 2 – 1 пред „Лацио“.

### Скудето №18(2009 – 10)
Въпреки че„Интер“ започва силно новия сезон и става зимен шампион, идва момент, в който той е изместен от върха от отбора на „Ром“. Това обаче се променя след няколко кръга и „нерадзурите“ отново са водачи с 2 точки, като тази преднина се задържа до края на шампионата. „Интер“ е шампион на Италия за 18-и път в своята история.

### Копа Италия №6(2009 – 10)
За Купата на Италия в рамките на последните шест издания за пети път излизат отборите на „Рома“ и „Инте“р. С гол на Диего Милито и резултат 1 – 0 „нерадзурите“ печелят своята шеста Копа Италия.

### Шампионска лига №3(2009 – 10)
В Шампионската лига „Интер“ е в една група с настоящия шампион на Испания и Европа – ФК „Барселона“ (където вече играе бившият футболист на „Интер“ Златан Ибрахимович), шампионът на Украйна – „Динамо Киев“ и руският първенец „Рубин Казан“. Единствено тази група е съставена изцяло от настоящи шампиони на страните си. „Интер“ излиза на 2-ро място след каталунците, за да срещне на осминафиналите с бившия отбор на Моуриньо – ФК „Челси“. Първият двубой в Милано завършва 2 – 1 (Диего Милито и Естебан Камбиасо за „Интер“, Саломон Калу за „Челси“), ответният мач в Лондон също е спечелен (1 – 0) благодарение на гола на Самюел Ето'о. Така след четири години „Интер“ отново е на четвъртфинал в шампионска лига. Там се изправят срещу „ЦСКА Москва“. Двата мача завършват с победа от 1 – 0 (Диего Милито и Уесли Снайдер). На полуфинала е „Интре“ среща познати съперник ФК „Барселона“. Мача в Милано започва с бърз гол за „каталунците“, но въпреки това „Интер“ съумява да обърне резултата до 3 – 1 с голове на Снайдер, Майкон и Милито. Ответният мач е загубен с 1 – 0, но това се оказва достатъчно „нерадзурите“ да продължат към финала за пръв път от 38 години насам. На 22 май двата гола на Диего Милито оформят крайното 2 – 0 срещу „Байерн Мюнхен“ и „Интер“ печели своята трета шампионска купа след 45 години застой. Тази купа завършва т.нар. „Златен требъл“: Скудето, Копа Италия, Шампионска лига, а „нерадзурите“ стават първият италиански тим постигал това. Моуриньо от своя страна се нарежда до Ернст Хапел и Отмар Хицфелд като специалист, печелил шампионска лига с два различни отбора. Малко след този финал „Специалният“ поема в посока „Реал Мадрид“, но въпреки едва двете си години начело на тима той остава в черно-синята история като един от най-уважаваните, успешни и обичани наставници.

### Суперкупа на Италия №5
На 10 юни 2010 г. за наставник на клуба е привлечен Рафаел Бенитес. На 21 август се решава Суперкупата на Италия. Претендентите отново са „Интер“ и „Рома“, за четвърти път в последните пет години. „Вълците“ повеждат в резултата с попадение на Йон Арне Рийзе, но Горан Пандев изравнява малко преди края на първото полувреме. През втората част Самюел Ето'о се раписва на два пъти, за да донесе петата суперкупа във витрината на „Интер“. Това е първият трофей на Бенитес начело на тима и четвъртият пореден от четирите възможни за клуба. На 27 август идва петият турнир – Финалът за Суперкупата на Европа. „Интер“ губи от „Атлетико Мадрид“ с резултат 2 – 0, с което губи и шанса да събере шест от шест купи в рамките на една календарна година, което е постигнато от ФК „Барселона“ през по-миналия сезон.

### Световен клубен шампион №3
На 15 декември 2010 г. на полуфиналите на Световното клубно първенство „Интер“ побеждава ФК „Соннам“ с 3 – 0 (Станкович, Санети, Милито). На финала на 18 декември идва нова победа с 3 – 0 над ТП „Мазембе“ и така „Интер“ за трети път в своята история е световен шампион. Това се оказва вторият и последен трофей на Бенитес с „Интер“, тъй като на 23 декември по взаимно съгласие на двете страни договорът му като наставник е прекратен.

### Копа Италия №7
След Бенитес начело на отбора застава Леонардо – бивш футболист и треньор на АК „Милан“. В Серия А „нерадзурит“ завършват на второ място, с което си осигуряват място в групите на Шампионската лига за десета поредна година (рекорд в Италия). След запомнящия се обрат като гост на „Байерн Мюнхен“ Леонардо и „Интер“ приключват участието си в Шампионската лига на четвъртфинал, отстранени от „Шалке 04“. За Копа Италия след победи над ФК „Дженоа“, „Наполи“ и „Рома“ на 29 май 2011 г. „черно-сините“ побеждават „Палермо“ с 3 – 1 (два гола на Ето'о и един на Милито) и печелят своята седма Копа Италия.
На 24 юни 2014 г. Джан Пиеро Гасперини е назначен за наставник на тима, но след поредица от загуби в първенството, Шампионската лига и Суперкупата на страната на негово място на 22 септември идва Клаудио Раниери. Раниери успява да вдигне духа на отбора и в края на първия полусезон „Интер“ заема четвъртата позиция в класирането. След зимната пауза играта на „нерадзурит“ отново спада и след отпадане от Шампионската лига и загубата от „Ювентус“ с 0 – 2 Раниери е заменен с Андреа Страмачони – треньор на примаверата. В края на сезона „Интер“ са шести и понеже това се тълкува като успех, договорът на Страмачони е удължен за три години. Сезон 2012 – 13 започва добре, но завършва с катастрофалното девето място, което означава вън от всякакви европейски турнири – нещо, което не се е случвало в последните 14 години.

## След 2013 г.: Президентството на Ерик Тохир
С края на шампионата на 24 май 2013 г. официалната уеб страница на клуба излиза с изявление, че договорът на Страмачони е разтрогнат и че новият треньор на клуба се казва Валтер Мадзари.
На 15 октомври същата година е обявена продажбата на 70% от акциите на клуба в полза на фирма, управлявана индиректно от Ерик Тохир. Месец по-късно Тохир е избран за президент от борда на директорите, а Масимо Морати е посочен като почетен президент. Този факт слага край на ерата Морати, която е най-дългата (18 години) и най-успешната в историята на „Интер“.
През сезон 2013/14 отборът завършва на 5 място в шапионата, а дългогодишният капитан и рекордьор Хавиер Санети прекратява кариерата си. Други основни играчи на отбора през последните години като Естебан Камбиасо, Валтер Самуел и Диего Милито също се разделят с клуба.
След раздялата с главните герои от близкото минало, „нерадзурите“ записват „нулева година“. Сезон 2014/15 започва с големи очаквания, които скоро са сломени на терена. Лошото представяне на отбора, съчетано с имиджа на треньора, който се влошава все повече и повече, убеждават Тохир през ноемврийската пауза да уволни треньора. Така е върнат Манчини, който е бил начело на клуба от 2004 до 2008 г. Незадоволителната позицията в класирането, при която „Интер“ прави треньорска рокада, както и ожесточената конкуренция от своите съперници, водят до провал в първенството. Осмото място означава, че тимът не успява да се класира за Европа.
През 2015/16, вторият сезон на Манчини, отборът започва силно първенството и е в горната част на класирането благодарение и на големия брой победи. През втория полусезон обаче той се срива и в резултат на силните игри на „Ювентус“ не успява да надскочи четвъртото място.

## От 2016 г.: Идването на групата Сунинг

### 2016 – 2017: Сезон с четирима треньори
През юни настъпва повратна точка на изпълнителното ниво, когато президентът Тохир продава по-голямата част от акциите (68,55%) на групата Сунинг Холдинг Груп (с президент китаецът Жанг Зиндонг). Индонезийският магнат запазва 31,05%, докато останалата част е разделена между Пирели и миноритарни акционери.
Въпреки новите икономически реалности и прокламациите за откупуване, Манчини скъсва с новите управленски фигури и подава оставка само няколко дни преди сезон 2016/17. „Интер“ привиква холандеца Франк де Бур да заеме неговото място, но прибързаният ход не дава желаните резултати: далече от челните позиции още през септември, „нерадзурите“ записват най-слабото си представяне в Европа, като отпадат още в групите на Лига Европа. През ноември Де Бур е освободен от поста, който преминава в ръцете на Стефано Пиоли. Бившият треньор на „Лацио“ сс завръща през зимните месеци и отборът от Милано преследва третото място. Но както вече се е случвало и преди, тимът се срива през пролетта, което обезсилва добрите прояви от началото на сезона. Отборът записва 8 поредни мача без победа и Пиоли е сменен, като се води в последните три кръга от Стефано Веки – треньор на Примаверата. Завършва шампионата на седмо място и пропуска участие в Европа, като остава на точка зад „Милан“.

### От 2017 г.: Двугодишният период на Спалети и идването на Конте
През лятото на 2017 г. като треньор е назначен Лучано Спалети. Отборът на „Интер“ се справя добре в първата част на шампионата, като няколко кръга е в ролята на лидер и се намесва в борбата за титлата между „Наполи“ и „Ювентус“. Сривът през зимата обаче води до окончателното изоставяне на амбициите за върха, въпреки че през пролетта „нерадзурите“ успяват да се подобрят представянето си и да завършат похода си към Шампионската лига. Целта е постигната в последния кръг след победа като на „Лацио. Така те задминават „орлите“ за четвъртото място заради положителния баланс от директните срещи.
Спалети остава начело и това дава знак за обещаващ старт през сезон 2018/19. След като са елиминирани още в групите на Шампионската лига „нерадзурите“ започват стремглаво да пропадат. Напрежението е нагнетено от конфликта на Икарди с ръководството, а целта до края на сезона отново е участието в най-престижния европейски турнир. Тосканският специалист отново достига до четвърто място, отново в последния ден. През същия сезон, на 26 октомври 2018 г., Тохир преотстъпва позицията си на президент на Стивън Жанг – син на патрона Жанг Дзиндонг, а на 25 януари 2019 г. напуска клуба завинаги.
През лятото на 2019 г. Спалети е заменен с Антонио Конте – бивш треньор на историческия съперник от последните години. Въпреки ранната елиминация в груповата фаза на Шампионската лига, по-късно през сезона бившият треньор на „Ювентус“ обновява отбора и той завършва на второ място в шампионата, най-добрата крайна позиция за „Интер“ за последните девет сезона. Поредната елиминация в Шампионската лига все пак позволява тимът да пробие в Лига Европа и да достигне до финала, първият им европейски финал за последните 10 години: на финала обаче „Интер“ губи от „Севиля“ с 2:3.

## Екипи
| 1908 – 09 | 1909 – 10 | 1910 – 15 | 1919 – 20 | 1920 – 21 | 1921 – 24 | 1924 – 28 | 1928 – 29 | 1929 – 30 | 1930 – 31 |
| 1931 – 32 | 1932 – 36 | 1936 – 37 | 1937 – 38 | 1938 – 39 | 1939 – 40 | 1940 – 41 | 1941 – 47 | 1947 – 53 | 1953 – 55 |
| 1955 – 57 | 1957 – 59 | 1959 – 60 | 1960 – 61 | 1961 – 62 | 1962 – 63 | 1963 – 64 | 1964 – 65 | 1965 – 66 | 1966 – 67 |
| 1967 – 71 | 1971 – 72 | 1972 – 73 | 1973 – 74 | 1974 – 75 | 1975 – 76 | 1976 – 77 | 1977 – 78 | 1978 – 79 | 1979 – 80 |
| 1980 – 81 | 1981 – 82 | 1982 – 83 | 1983 – 86 | 1986 – 88 | 1988 – 89 | 1989 – 90 | 1990 – 91 | 1991 – 92 | 1992 – 94 |
| 1994 – 95 | 1995 – 96 | 1996 – 97 | 1997 – 98 | 1998 – 99 | 1999 – 00 | 2000 – 01 | 2001 – 02 | 2002 – 03 | 2003 – 04 |
| 2004 – 05 | 2005 – 06 | 2006 – 07 | 2007 – 08 | 2008 – 09 | 2009 – 10 | 2010 – 11 | 2011 – 12 | 2012 – 13 | 2013 – 14 |
| 2014 – 15 | 2015 – 16 | 2016 – 17 | 2017 – 18 |           |           |           |           |           |           |